# Gommersdorf
Pour l’article homonyme, voir Gommersdorf (Krautheim).
Gommersdorf [ɡɔməʁsdɔʁf]  est une commune française située dans l'aire d'attraction de Mulhouse et faisant partie de la collectivité européenne d'Alsace (circonscription administrative du Haut-Rhin), en région Grand Est.
Cette commune se trouve dans la région historique et culturelle d'Alsace.
Ce village en bordure du canal du Rhône au Rhin possède un patrimoine architectural fortement préservé. 
Dans la rue principale, les maisons à colombages typiques du Sundgau protégées ou remises en état se succèdent. C'est d'ailleurs dans ce village qu'est née l'action de remise en valeur de l'architecture paysanne « maisons paysannes d'Alsace », instigatrice de l'écomusée d'Alsace à Ungersheim.

## Géographie
|             | Buethwiller |             |
| Wolfersdorf | Gommersdorf | Hagenbach   |
|             | Dannemarie  | Ballersdorf |

### Hydrographie

#### Réseau hydrographique
La commune est dans le bassin versant du Rhin au sein du bassin Rhin-Meuse. Elle est drainée par le canal du Rhône au Rhin, la Largue, le ruisseau de Ballersdorf et le Barrenweg,,.
Le canal du Rhône au Rhin est un canal français qui relie la Saône, affluent navigable du Rhône, au Rhin, par la vallée du Doubs et son prolongement en Haute Alsace jusqu'à Niffer sur le Rhin, un autre prolongement rejoignant Strasbourg par la canalisation de l'Ill. La commune est sur la section qui relie Valdieu-Lutran à Saint-Symphorien-sur-Saône. 
La Largue, d'une longueur de 51 km, prend sa source dans la commune de Oberlarg et se jette  dans l'Ill à Illfurth, après avoir traversé 28 communes. 

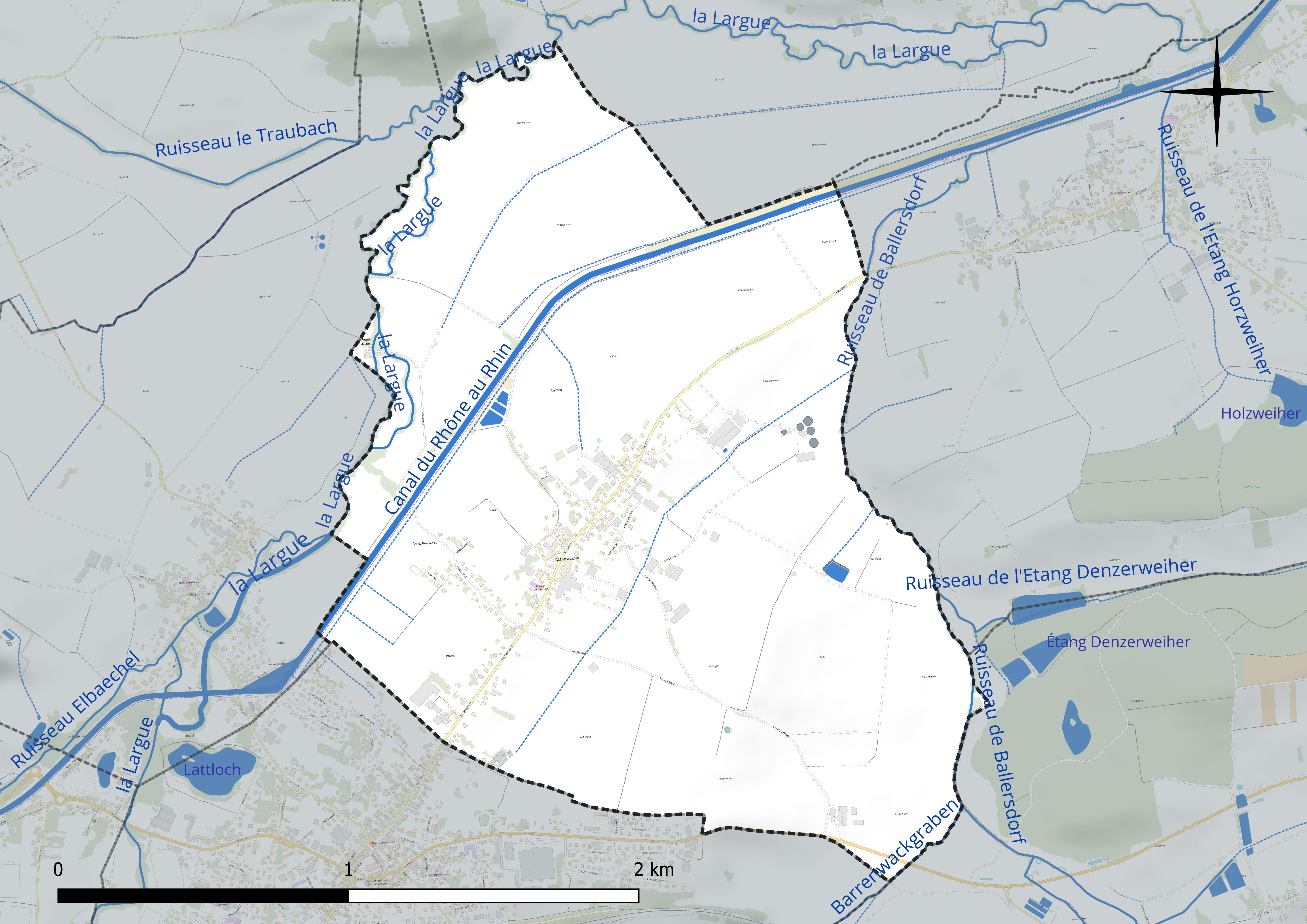
Réseau hydrographique de Gommersdorf.

#### Gestion et qualité des eaux
Le territoire communal est couvert par le schéma d'aménagement et de gestion des eaux (SAGE) « Largue ». Ce document de planification concerne le bassin versant de la Largue et une zone située à l'ouest du périmètre (la région de Montreux). Ce territoire s'étend sur 385 km2. Le périmètre a été arrêté le 4 mars 1996 et le SAGE proprement dit a été approuvé le 24 septembre 1999 puis révisé le 17 mai 2016. La structure porteuse de l'élaboration et de la mise en œuvre est le Syndicat mixte pour l'aménagement et la renaturation du bassin versant de la Largue et du secteur de Montreux, qui a évolué en Epage le 1er janvier 2018, sous le nom de Epage Largue. 
La qualité des cours d’eau peut être consultée sur un site dédié géré par les agences de l’eau et l’Agence française pour la biodiversité. 

### Climat
Pour des articles plus généraux, voir Climat du Grand Est et Climat du Haut-Rhin.
En 2010, le climat de la commune est de type climat des marges montargnardes, selon une étude du Centre national de la recherche scientifique s'appuyant sur une série de données couvrant la période 1971-2000. En 2020, Météo-France publie une typologie des climats de la France métropolitaine dans laquelle la commune est exposée à un climat semi-continental et est dans la région climatique  Vosges, caractérisée par une pluviométrie très élevée (1 500 à 2 000 mm/an) en toutes saisons et un hiver rude (moins de 1 °C). 
Pour la période 1971-2000, la température annuelle moyenne est de 10,1 °C, avec une amplitude thermique annuelle de 17,7 °C. Le cumul annuel moyen de précipitations est de 913 mm, avec 9,6 jours de précipitations en janvier et 9,6 jours en juillet. Pour la période 1991-2020, la température moyenne annuelle observée sur la station météorologique de Météo-France la plus proche, « Carspach », sur la commune de Carspach à 7 km à vol d'oiseau, est de 11,0 °C et le cumul annuel moyen de précipitations est de 827,7 mm. 
La température maximale relevée sur cette station est de 38,1 °C, atteinte le 4 août 2022 ; la température minimale est de −17,7 °C, atteinte le 5 février 2012,,. 
Les paramètres climatiques de la commune ont été estimés pour le milieu du siècle (2041-2070) selon différents scénarios d'émission de gaz à effet de serre à partir des nouvelles projections climatiques de référence DRIAS-2020. Ils sont consultables sur un site dédié publié par Météo-France en novembre 2022.

## Urbanisme

### Typologie
Au 1er janvier 2024, Gommersdorf est catégorisée commune rurale à habitat dispersé, selon la nouvelle grille communale de densité à sept niveaux définie par l'Insee en 2022.
Elle appartient à l'unité urbaine de Dannemarie, une agglomération intra-départementale regroupant neuf  communes, dont elle est une commune de la banlieue,,. Par ailleurs la commune fait partie de l'aire d'attraction de Mulhouse, dont elle est une commune de la couronne,. Cette aire, qui regroupe 132 communes, est catégorisée dans les aires de 200 000 à moins de 700 000 habitants,.

### Occupation des sols
L'occupation des sols de la commune, telle qu'elle ressort de la base de données européenne d’occupation biophysique des sols Corine Land Cover (CLC), est marquée par l'importance des territoires agricoles (92,2 % en 2018), en diminution par rapport à 1990 (95,9 %). La répartition détaillée en 2018 est la suivante : 
terres arables (52,1 %), zones agricoles hétérogènes (29,2 %), prairies (10,9 %), zones urbanisées (7,8 %). L'évolution de l’occupation des sols de la commune et de ses infrastructures peut être observée sur les différentes représentations cartographiques du territoire : la carte de Cassini (XVIIIe siècle), la carte d'état-major (1820-1866) et les cartes ou photos aériennes de l'IGN pour la période actuelle (1950 à aujourd'hui).

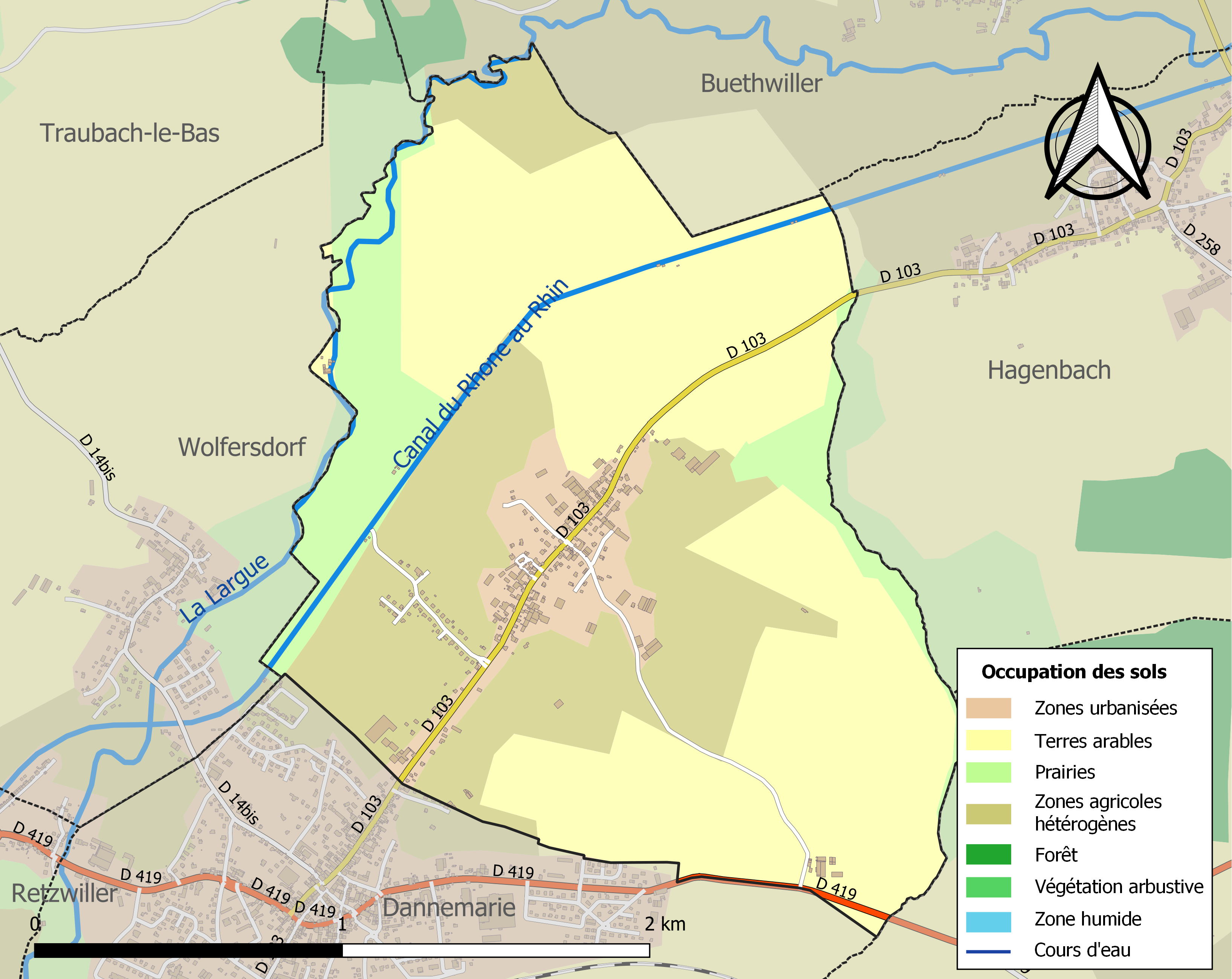
Carte des infrastructures et de l'occupation des sols de la commune en 2018 (CLC).

## Histoire
Gommersdorf apparaît en 1188 sous le nom de « Gumirsdof » et fait partie de la seigneurie de Thann jusqu'à la Révolution française. C'est en 1581 qu'est apparue l'orthographe actuelle de Gommersdorf. Son histoire est liée à celle de la ville et paroisse de Dannemarie toute proche.

### Héraldique
| Blason de Gommersdorf | Les armes de Gommersdorf se blasonnent ainsi : « D'argent à la charrue de sable, au chef de gueules à deux crosses abbatiales d'or posées en sautoir, une fleur à pétales multiples d'argent boutonnée d'or brochante. » |

## Politique et administration
| Période                                  | Période                   | Identité                                  | Étiquette | Qualité     |
| ---------------------------------------- | ------------------------- | ----------------------------------------- | --------- | ----------- |
| Les données manquantes sont à compléter. |                           |                                           |           |             |
| avant 1981                               | ?                         | Joseph Nass                               | DVG       |             |
| mars 2001                                | 2008                      | Jean-Pierre Kleitz                        |           |             |
| mars 2008                                | En cours (au 31 mai 2020) | Denis Nass Réélu pour le mandat 2020-2026 |           | Agriculteur |

## Démographie
L'évolution du nombre d'habitants est connue à travers les recensements de la population effectués dans la commune depuis 1793. Pour les communes de moins de 10 000 habitants, une enquête de recensement portant sur toute la population est réalisée tous les cinq ans, les populations de référence des années intermédiaires étant quant à elles estimées par interpolation ou extrapolation. Pour la commune, le premier recensement exhaustif entrant dans le cadre du nouveau dispositif a été réalisé en 2008.

En 2022, la commune comptait 394 habitants, en évolution de +10,99 % par rapport à 2016 (Haut-Rhin : +0,66 %, France hors Mayotte : +2,11 %).
| 1793 | 1800 | 1806 | 1821 | 1831 | 1836 | 1841 | 1846 | 1851 |
| ---- | ---- | ---- | ---- | ---- | ---- | ---- | ---- | ---- |
| 262  | 249  | 238  | 316  | 341  | 346  | 351  | 366  | 367  |

| 1856 | 1861 | 1866 | 1871 | 1875 | 1880 | 1885 | 1890 | 1895 |
| ---- | ---- | ---- | ---- | ---- | ---- | ---- | ---- | ---- |
| 338  | 333  | 345  | 347  | 330  | 364  | 329  | 330  | 308  |

| 1900 | 1905 | 1910 | 1921 | 1926 | 1931 | 1936 | 1946 | 1954 |
| ---- | ---- | ---- | ---- | ---- | ---- | ---- | ---- | ---- |
| 298  | 299  | 301  | 318  | 308  | 301  | 271  | 246  | 244  |

| 1962 | 1968 | 1975 | 1982 | 1990 | 1999 | 2006 | 2008 | 2013 |
| ---- | ---- | ---- | ---- | ---- | ---- | ---- | ---- | ---- |
| 271  | 268  | 348  | 344  | 365  | 375  | 367  | 365  | 351  |

| 2018 | 2022 | - | - | - | - | - | - | - |
| ---- | ---- | - | - | - | - | - | - | - |
| 366  | 394  | - | - | - | - | - | - | - |

## Lieux et monuments
- Chapelle Sainte-Marguerite, témoin le plus ancien de l'histoire du village dont l'origine daterait de 1492 et l'édifice actuel de 1772.

|  |  |

## Personnalités liées à la commune
- Pierre Gessier, artiste-peintre, céramiste.

## Nomenclature des rues
- Ballersdorf (rue de)
- Cernay (rue de)
- Chapelle (rue de la)
- Dannemarie (rue de)
- Étang (rue de l')
- Fleurs (rue des)
- Marguerites (rue des)
- Moulin (rue du)
- Oberfeld (rue de l')
- Prés (rue des)
- Réservoir (rue du)
- Sources (chemin des)
- Stade (rue du)
- Tilleuls (rue des)
- Vergers (rue des)